# Clearpath
Der Clearpath ist ein Synonym für Mainframe-Systeme von Unisys, welche vor allem im Banken-, Logistik- und militärischen Sektor verwendet werden. Diese Rechner werden primär eingesetzt, wenn hohe Rechenanforderungen und hoher Datendurchsatz innerhalb einer Rechnerarchitektur benötigt werden.
Die Mainframes verfügen über die Möglichkeit, verschiedene Betriebssysteme nebeneinander (parallel) laufen zu lassen.
Die Prozessoren lassen sich dynamisch den Betriebssystemen zuweisen.
Die Hardware erlaubt, Prozessoren und Input-/Output-Kanäle, in Segmenten den jeweiligen parallel laufenden Betriebssystemen zuzuweisen. Weiterhin erlaubt die Hardware dynamische Zuweisung von Prozessoren während des Betriebes. Bei Ausfall eines Prozessors können nicht belegte Prozessoren die Arbeit des ausgefallenen Prozessors übernehmen.
Unterstützte Betriebssysteme sind
- Windows Server[1]
- OS2200 (Mainframe (UNIVAC) Betriebssysteme der Firma Unisys)
- MCP (Master Control Program der Burroughs Corporation)
- Red Hat Linux
- Suse Linux
- SCO UnixWare

Der Ausdruck Clearpath ist die Serienbezeichnung, innerhalb dieser Produktlinie kristallisieren sich zwei Ausprägungen des Mainframe-Produktes heraus.

## Systeme mit OS2200-Support
Das OS2200 ist ein Betriebssystem, welches unter einem speziellen Prozessor läuft.
OS2200 garantiert eine Rückwärtskompatibilität zu älteren Programmen, welche auf den Vorgängerserien kompiliert wurden. Das OS2200 geht zurück auf die UNIVAC 1100/2200-Produktlinie von Sperry.

## Systeme mit MCP-Support – Master Control Program
Der Ausdruck MCP geht zurück auf die Burroughs-B5000-Produktlinie. Bei dem MCP handelt es sich um das Betriebssystem der Burroughs Linie.
Der Ausdruck Master Control Program inspirierte auch die Regisseure des Filmes Tron.

## Hardware

### CMP-Architektur (Cellular Multiprocessing)
Erlaubt die Zuweisung von Prozessoren an Betriebssysteme, damit lassen sich z. B. vier Prozessoren einem Linux-System zuweisen, und parallel dazu vier Prozessoren einem Windows-System. Die Prozessoren verfügen über Hot Swap; dies bedeutet, dass zur Laufzeit weitere Prozessoren einem System zugewiesen werden können.
- Speicherdurchsatz 20 GB/Sekunde
- Third Level Cache 32 MB
- Verschiedene Prozessoren einsetzbar
  - OS2200: bis zu 32 CMOS ASIC Prozessoren
    - Speicherausbau maximal 8 GW (Gigawords)
    - Input/Output – SCSI/FibreChannel

  - Intel Xeon, bis zu 24 Prozessoren
    - Speicher 48 GB
    - Maximal 72 PCI-Slots

### OS2200
OS2200 ist ein Betriebssystem, welches auf die UNIVAC 1100/2200-Serie zurückgeht.
Die neuste Version des OS22000 bietet Unterstützung in den Bereichen
- Sicherheit
  - Single Sign-On (Kerberos)
  - Biometrischer Zugriff
  - Auf Chipkarte basierender Zugriff
  - Mandatory Access Control (MAC) oder Discretionary Access Control auf Daten, Transaktionen und Applikationen
  - Betriebssystem erlaubt Segmentierung (Compartments) auf Ring 0
  - Authentifikation auf Transaktionsebene
- Applikationen
  - TCP/IP nur auf Konfiguration verfügbar.
  - Port-Scan- und IP-Spoofing-Detection
- Entwicklung 
  - Jakarta EE (JBoss)
  - .Net-Framework-Unterstützung durch onboard Windows Module
  - COBOL

## Virtualisierung
Microsoft und Unisys bieten in Azure eine virtualisierte Hardware an um so alte Produkte und Programmierungen ohne viel Aufwand als Cloud-Anwendung zu betreiben und die Hardware besser zu skalieren.